# Hirzenhain
Hirzenhain é um município da Alemanha, situado no distrito de Wetterau, no estado de Hesse. Tem 16,11 km² de área, e sua população em 2019 foi estimada em 2.882 habitantes.